# امتصاص كهرومغناطيسي للماء

رسم بياني يوضح طيف امتصاص الماء السائل عبر نطاق عريض من الطول الموجي.

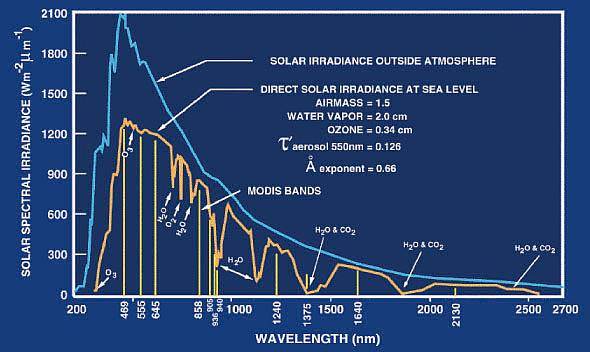
تمثل حزم الامتصاص الرئيسية بالمنحنى ذي اللون الأزرق والذي يمثل الطيف الشمسي فوق الغلاف الجوي الذي ينفذ إلى سطح الأرض (ويمثله المنحنى البرتقالي).

تقوم جزيئات الماء بامتصاص أجزاء من الطيف الكهرومغناطيسي خلال انتقال الإشعاع الكهرومغناطيسي في وسط يحوي هذه الجزيئات ويحدث امتصاص الماء هذا بشكل خاص عند خاصية محددة من الطول الموجي فيما يحدث نقل موازنة الطيف بأقل أثر ممكن.
يحدث الامتصاص القوي الذي يسببه بخار الماء عند طول موجي يساوي حوالي 2900 و1950 و1450 نانومتر 
أما الامتصاص الأضعف فيحدث عند طول موجي يساوي تقريبا 1200 و970 نانومتر  وتوجد 3 مجموعات إضافية من خطوط امتصاص الماء قريبا من 930 و820 و730 نانومتر  وتقع جميع هذه الأطوال ضمن طيف الأشعة تحت الحمراء. أما الماء فيمتلك طيف امتصاص معقدا-حيث أن تحديث قاعدة بيانات مطيافية هيتران (HITRAN) يعدّد أكثر من 64,000 خط طيفي تترافق مع انتقالات ملحوظة لبخار الماء وتتراوح بين منطقة الموجات الصغرية (المايكرويف) وحتى منطقة الطيف المرئي.
تتم إزاحة خصائص الامتصاص الطيفي للماء السائل بحوالي 60 نانومتر إلى أطوال موجية أكثر طولا مع أخذ خ صائص البخار بالاعتبار. في الجليد السداسي، تتم إزاحة الخصائص أبعد من ذلك حتى لتصل إلى نطاق الأشعة الحمراء وتحت الحمراء، ويكون كل من طيف الأشعة تحت الحمراء ومطيافية رامان ـأكثر تعقيدا بكثير في الماء السائل منه في البخار.

## المؤثرات الجوية
وما بخار الماء إلا عبارة عن غاز دفيئة يوجد في الغلاف الجوي للأرض وهو مسؤول عن 70 بالمئة من الامتصاص المعروف لشعاع الشمس الساقط على الأرض وخصوصا في منطقة الأشعة تحت الحمراء كما أنه مسؤول أيضا عن 60 بالمئة من الامتصاص الجوي للإشعاع الحراري الذي تقوم به الأرض والذي يعرف بالاحتباس الحراري. يعتبر بخار الماء أحد العوامل المهمة أيضا في التصوير متعدد وفائق الأطياف الذي يستخدم طريقة الاستشعار عن بعد وذلك لأن بخار الماء يعمل على امتصاص الإشعاع بشكل مختلف في الحزم الطيفية المختلفة. كما وتؤخذ تأثيرات بخار الماء كعامل مهم في الاعتبار في علم الفلك الكاشوفي وفلك الأشعة تحت الحمراء في الموجات الصغرية أو حزم التردد بالغة العلو. تم بناء تيلسكوب القطب الجنوبي جزئيا في منطقة أنتاركتيكا وذلك لأن عوامل الارتفاع الجغرافي ودرجات الحرارة المنخفضة المتوفرة في هذا المكان تتسبب في تواجد بخار ماء قليل جدا في الجو.
تحدث حزم امتصاص ثنائي أكسيد الكربون بشكل مشابه لما ذكر سابقا بين ما يقارب 1400 و1600 و2000 نانومتر  غير أن وجودها في الغلاف الجوي للأرضي يمثل 26 بالمئة فقط من تأثير الاحتباس الحراري. يقوم غاز ثنائي أكسيد الكربون بامتصاص الطاقة في قطاعات صغيرة من طيف تحت الأشعة الحمراء الحراري الذي يفتقر إليه بخار الماء. يتسبب هذا الامتصاص الإضافي داخل الغلاف الجوي بإحماء الهواء أكثر قليلا وبذلك فإنه كل ما ارتفعت حرارة الغلاف الجوي كلما زادت قدرته على الإحاطة بقدر أكبر من بخار الماء ويزيد امتصاص بخار الماء الإضافي هذا من تأثير الاحتباس الحراري للأرض.
يكون كل من وجود ثنائي أكسيد الكربون وامتصاص الماء ضعيفا في نافذة الغلاف الجوي التي تقع بين 8000 و14000 نانومتر تقريبا-وهي منطقة طيف الأشعة تحت الحمراء البعيدة- وتسمح هذه النافذة بإطلاق معظم الإشعاع الحراري في هذه الحزمة إلى الجو مما يحفظ الغلاف الجوي من الدخول في حالة انفلات حراري. وتستخدم هذه الحزمة أيضا في استشعار الأرض عن بعد من الفضاء عن طريق استخدام تصوير الطيف المرئي والقريب من الأشعة الحمراء (VNIR).

## التفسير الفيزيائي لهذه الظاهرة
تتعلق روابط الامتصاص الخاصة ببخار الماء بالاهتزازات الجزيئية متطلبة تنويعات مختلفة من نماذج جزيئات الماء التبخيرية الأساسية وهي:
- V1: التمدد المتماثل
- V2: التقويس
- V3: التمدد غير المتماثل

يعزى عامل الامتصاص الذي يتركز قريبا من طول الموجة 970 نانومتر إلى مزيج من نموذجي 2V1 + V3 في حين أن ذلك القريب من طول الموجة البالغ 1200 نانومتر هو مزيج من نماذج V1 + V2 + V3، أما القريب من 14500 نانومتر فهو يعزى إلى مزيج من نموذجي V1 + V3 وأخيرا يرجع عامل الامتصاص الواقع قريبا من الطول الموجي 1950 نانومتر إلى مزيج من نموذجي V2 + V3.
عادة ما تعيق الروابط الهيدروجينية التناوبات في الماء السائل مما يؤدي إلى حركات تأرجحية أو اهتزازية وتتم إزاحة اهتزازات التمدد إلى ترددات أقل بينما يتزايد تردد التقويس بسبب الرابطة الهيدروجينية.
| ثلاثة أنواع رئيسية لاهتزازات جزيء الماء \| التمدد المتماثل (V1) \| التقويس (V2) \| التمدد غير المتماثل (V3) \| \| -------------------- \| ------------ \| ------------------------ \| \| \| \| \| |              |                          |
| التمدد المتماثل (V1) | التقويس (V2) | التمدد غير المتماثل (V3) |
| --- | ------------ | ------------------------ |
| |              |                          |